# 佐野実
佐野 実（さの みのる、1951年〈昭和26年〉4月4日 - 2014年〈平成26年〉4月11日）は、ラーメン店「支那そばや」を創業した日本の料理人・実業家。神奈川県横浜市戸塚区出身。血液型A型。メディアに多数出演し、「ラーメンの鬼」の異名で知られた。

## 経歴・人物
神奈川県横浜市戸塚区に4人兄妹の次男として生まれる。家が貧しく常に空腹だったため、幼いころから「将来の夢はラーメン屋か寿司屋になること」と言っていたらしい（本人は記憶していない）。
父親は酒乱気味で、少年時代の佐野に度々暴力を振るっており、時には庭の樹木に縛り付けた事もあったと言う。その影響からか、本人も短気な性格故、同級生への暴力行為を理由に幼稚園を退園処分になった事もあった。
横浜市立戸塚小学校、横浜市立戸塚中学校時代は新聞配達や牛乳配達のアルバイトをして小遣いを稼ぎ、その金でラーメン屋に通った。中学生のとき初めてラーメンを作って家族にふるまい、旨いと褒められた。また、母親は本人を身籠っていた時からラーメンを食べ続けており、本人曰く「ラーメンが胎教代わりだった」との事。
中学生時代のクラブ活動は園芸部。当時好きな女子生徒に近付きたくてその女子生徒と同じ園芸部に入ったという。これがきっかけで花が好きになり、将来は育種家か園芸家になろうと思って神奈川県立平塚農業高等学校園芸科を受験したが不合格となった。なお、花は派手な物、大きな物よりもあまり目立たないような小ぢんまりしたような物を好み、一番好きな花はミヤコワスレであるとも述べている。また、アルバイトで飲食業の仕事を始めたのはこの頃で、金がかかる園芸の資金稼ぎにと甘味屋や純喫茶などで仕事をするうち、だんだん飲食業が楽しくなっていったという。
私立藤沢商業高等学校（現:藤沢翔陵高等学校）に進学し、野球部に所属してプロ野球を目指したが、チームメイトに後に読売ジャイアンツなどで投手として活躍した小俣進がいたため、実力の差を知り、プロ野球への夢を諦めた。その小俣とは高校卒業後もずっと親交が深く、小俣は佐野の店に時々ラーメンを食べに来たりもしていた。なお、野球部退部後、高校を卒業するまで応援団に所属して活動しており、小俣が不甲斐ない成果を見せた時は叱咤激励していたとのこと。学校の近くに好きなラーメン屋があり、毎日のように登校前と昼休みの2回食べに行った。
高校卒業後、横浜ドリームランド内の不二家レストランに就職。同店のカレーライスが好きで、1ヶ月近く通い詰めるほど旨かったからという。以後ずっと洋食の世界ですごし、28歳から34歳までは管理職（店長）を務める傍ら趣味でラーメン店の食べ歩きを重ねていたが、独立してラーメン店を開きたいという思いが募り、「修業はした方がいい」と言う地元・戸塚の飲食店組合融資部長が斡旋した湯河原の青竹手打ち麺が売り物のラーメン店で1週間修業したのち、実兄の資金援助を受けて1986年8月に藤沢市鵠沼海岸7丁目に「支那そばや」を開店した。店名については、自分の原体験から「ラーメン」より「支那そば」という名称の方が馴染みがあったとのことで、前述の融資部長のアドバイスも受け入れた上で決めた。
始めは思うような味が作れず、客も少なく、厨房で涙を拭った事もあるという。店の経営がようやく軌道に乗りはじめたのは、2年後の1988年ごろである。2000年からは藤沢の店舗は佐野の弟子に譲ったが、その弟子も辞めてしまった上に後継者も居なかった為、2004年に閉店している。
ラーメンの世界で唯一頭が上がらない人物として、旧「東池袋大勝軒」店主の山岸一雄の名を挙げている。
2000年以降、2008年11月に自身の出身地である横浜市戸塚区に移転した「支那そばや」本店と、新横浜ラーメン博物館店を営業している。本店の開店と同時に、「「ラーメンの鬼」佐野実の厳選ブログ」を開設した。
2009年5月に駒沢オリンピック公園で行われた「ラーメンShow in Tokyo 2009」など、近年のラーメン関係のイベントでは、「佐野JAPAN」 というチーム名で出店している。これは、佐野を師と仰ぐラーメン店の店主たちが集まったチームであり、支那そばや同様あっさり系スープの店が多い。イベントではHEY!たくちゃんにものまねされることも多い。なお、弟子については授業料をもらう代わりに技術を教え、独立した時には佐野自身が食材の斡旋をしていた。独立以後の弟子についてあまりこだわらなかったところ、閉店する店も出て来たため、この反省を踏まえて「最低3年から5年は修業してもらい、自分が納得するまでは独立させない」方針に転換した。「俺のと同じ味は作れないが、俺のよりうまいラーメンは作れる」と教えていたと言う。
人前で涙を見せることはなかった佐野だが、弟子の一人であるHEY!たくちゃんが『東京ラーメンショー2011』の『NRA杯 ラーメンコンテスト バトプリ2011』で優勝したという連絡を受けた時、トイレに駆け込んで一人でこっそり泣いていたとのことで、佐野の妻で株式会社エヌアールフード代表取締役である佐野しおりは「夫が泣いている姿を見たのはその時だけ」だったという。
2014年4月11日午前2時57分、多臓器不全のため川崎市の病院で死去。63歳。関係者によると、2006年頃から10年近くに亘り糖尿病を患っており、同年2月中旬より体調を崩していたという。亡くなる数日前に佐野自身が最後に口にした物もやはりラーメンで、本人が病室のベッドの上で「ラーメンを食いたい」と発言し、病室のベッドの上で佐野の弟子らが作ったラーメンのスープをやや薄めた物を食していたと言う。その際、本人は「薄くて不味い、毎日店でこんな物出しているのか」と言いながらも最後までそのラーメンを食していた。

## 私生活
私生活では2度結婚している。後妻となる佐野しおりとは知人の紹介で2004年に再婚。
息子と娘が一人ずつ居り、息子は佐野の、娘はしおりの連れ子である。佐野の店舗は娘とTBS系列「ガチンコ!」のコーナー「ガチンコラーメン道」の第2シリーズの優勝者と戸塚に移転してからの佐野の弟子が継いでいる。
息子は独立して愛媛県今治市でイタリア料理店を経営し、しおりは佐野との死別後、支那そば屋の代表とその運営会社の代表取締役に就任している。
かなりの酒好きだったが、前述の糖尿病を患って以来飲酒量を減らし、亡くなる数年前からは禁酒している。

## こだわり
麺は自家製麺を使用しており、新しい麺の開発にも積極的である。新横浜ラーメン博物館店で使用している「絹越和伊麺」（きぬこしわいめん） は、イタリア産のデュラム・セモリナ粉と、国産小麦『ハルユタカ』をブレンドしたものを用いている。製麺機から出来た麺は木箱に入れ、2〜4分間、少し蓋を開けて放置。その後高湿冷蔵庫（高級蕎麦屋で使われている）でひと晩保管して熟成させる。
戸塚本店では、スープに使う鶏ガラは名古屋コーチン、麺に使うかん水はモンゴル産、。具のネギは九条ネギ、醤油味と塩味で分けている器は有田焼などと、高価なものを使用している。他に具材は、豚肉は中型のヨークシャー種中心、スープ材に焼きアゴ（アゴとはトビウオの幼魚）を使用しているとも述べている。スープに使われている水もスープのコクを生み出す為にセラミックスを用いてアルカリ性に変換している。その為、価格設定も他の同業界に比べかなり高めとなっている。
藤沢時代は、香水の匂いが強い人の入店・店内での私語・喫煙・携帯電話の使用・ベビーカーを引き連れての乳幼児との入店が一切禁止とされていたが、こういったことは佐野自身が決めたわけではなく「私語が出来ないような雰囲気の店である」ことをマスコミが演出した結果こうなったらしいともされており、佐野自身は「香水・私語・携帯電話・タバコの煙はラーメン作りの全てを台無しにしてしまう物。自分の作っているラーメンを客には最高の状態で味わってもらうべき」と主張を持っていた。店内の私語については「当店のラーメンは麺が細麺で伸びやすいから食事中は静かにと言っているだけ」と述べているほか、香水については「香水の匂いがきつい女性客が来店した事があったからでその匂いがラーメンの風味を壊している」とコメントしている。その旨の注意喚起の張り紙も店内に掲示されていた。また、過去には泥酔した客に対して刃物を振り回して「お前らは客じゃない、金は取らないから出て行け」と追い出した事もあった。
その他、麺の出来に納得いかない時は店を臨時休業したり、スープを残す客に対して「残すなら最初から食うな」と本人が発言している。又、営業時間も昼間の数時間のみと非常に短いほか、他のラーメン店で見られる様な餃子やチャーハンといったサイドメニューの提供も無い。

## メディア出演
白い詰め襟の厨房服とオールバックの髪型をトレードマークに、メディアに多数出演していた。
また、各メディアでは多数のラーメン店に対し容赦無いコメントを下す事が多い一方、優れたラーメンを食した時は粛然とその力量を誉め称えるシーンも見られていた。なお、ラジオ番組やBS放送、CS放送への出演は生涯を通じて一度も無かった。

### テレビ東京系列
- 『土曜スペシャル』「頑固一徹！こだわり親父の守る味」（1996年11月16日放送）で取材を受け、ゲストリポーターに似鳥裕子が起用され、佐野が似鳥の香水の匂いを指摘して店内から追い返すと、似鳥は佐野に対し「あの男には腹が立った」と発言し、更には佐野の整髪料の匂いを指摘しているシーンがあった。
- 『愛の貧乏脱出大作戦』1999年の同番組初期に登場、横浜ラーメンの達人として紹介された[要出典]。同番組以降、本人自身のメディアへの出演が本格化した。
- スペシャル番組「倒産・離婚・失踪　奇跡の復活！涙のラーメン物語」（2000年2月25日放送）で2時間本人のドキュメンタリーが流れる。そこで離婚の事実が発覚する。
- 『最強ラーメン伝説』 ラーメンを味見し、不満足なら席を立つ。納得すれば「参りました」と頭を下げ、5人中3人が認めれば『参ったラーメン』に認定。更にその中からベスト・オブ・ベストのNo.1を選ぶというガチンコのラーメン対決。亡くなるまで第1回〜第4回までの全てに審査員として出演[要出典]。

### TBS系列
- 『水トク!『本日、開店します！』』（2014年1月22日放送）の「脱サラ店主をその道のプロが辛口判定」では、ガチンコラーメン道・佐野の弟子が10年ぶりに開店を目指す内容を放送した。佐野は弟子のラーメンを食べて「普通の中華屋さんのラーメンだな」と評価した[35]。当番組が本人自身の生涯に於いて最後のテレビ出演となった。
- 『ガチンコ!』の企画「ガチンコラーメン道シリーズ」に2000年末・2001年末・2002年末の3度に亘りラーメン職人を育てる講師として出演し、ラーメンの鬼として全国的に本人の知名度が上昇した。同番組では常に険しい表情で塾生に怒鳴る、冷水を掛ける、塾生の作ったスープを「まずい」と評して即座に鍋ごと捨てる、TOKIOや候補生達が居る前でも弟子の胸ぐらを掴んで説教するなどの厳しい指導シーンが頻出していた[36]。 これらの影響から『ガチンコ!』放送当時は会社や店舗に1日200件を超える苦情の電話が殺到。中には「佐野を殺す」「店を爆破する」という脅迫まで来た事もあり、私生活でも番組を観た泥酔者に因縁を付けられるなどのトラブルに巻き込まれていた程でもあった[36]。なお、第2シリーズの優勝者今泉真一郎は佐野の店舗の暖簾分けで今泉が当時住んでいた群馬県の店舗の経営を経て2012年1月からは佐野の店舗で店長を務め、3期生である藤井英次と石塚和生は佐野が主宰する「佐野JAPAN」の一員でもある。

### フジテレビ系列
- 『ふれあい見つけ旅』（東海テレビ製作） 1994年放送、同番組で取材を受けており、本人自身の拘りを語っていた。リポーターは、三波豊和が起用されていた。

### テレビ朝日系列
- 『裸の少年』 ゲスト。「食の七賢人」の一人（ほかに道場六三郎・土井善晴ら）として2003年から2009年9月19日まで約6年間不定期出演した[37]。
- 『Delicious Collection』 「ラーメンへのこだわりと愛情物語」で取材を受けた。
- 『クレヨンしんちゃん』 2004年4月放送のスペシャルアニメ放送に於いて佐野本人をモデルにしたラーメン店店主が登場、店名は塩ラーメン専門店で「しおしお屋」である。私語・香水・携帯電話等禁止のルールはここでも健在であり、主人公のしんのすけと父ひろしの2人で来店したものの、すぐ引き返していた。また、行列で並んでいる所の私語を見かけると店主が飛び出してきて客を怒鳴りつけるシーンがあった。

### 日本テレビ系列
- 『NNN Newsリアルタイム』 2008年末の戸塚移転の際に、開店までの佐野や、その関係者達の様子、オープン当日の様子が放送されていた。当時、佐野は弟子に譲ったはずの藤沢時代の店舗が閉店してしまった事や、大病を患って思う様にラーメンが作れないスランプに陥っていた様子、そして本人自身の再起を図る為毎日飲み続けていた酒を止める様子が放送されていた。

### NHK
- 『クイズ 100人力』（2014年1月11日） 「ラーメン対決」の回に100人側キャプテンとして出演。

### 映画
- アイ・アム I am.（主演水川あさみ） 初めての映画出演[38]。
- ラーメン侍（主演渡辺大）

### CM
- 究麺（明星食品）

## 著書
- 『佐野実、魂のラーメン道』 2001年10月、竹書房、ISBN 978-4812408148
- 『オレが唸ったラーメン一杯—ガチンコオヤジ佐野実』 2005年4月、講談社 ISBN 978-4061795631
- 『佐野実のラーメン革命— 麺は男、スープは女』 2009年9月、朝日新聞出版 ISBN 978-4022506306

## 参考図書
- 『湯気のむこうの伝説—ラーメン偉人伝』 垣東充生著、新宿書房、2000年 ISBN 978-4880082677 （145-171ページ『第6話・佐野実』より。）